# Daniel Arnold
Daniel Arnold (Milwaukee, 6 marzo 1980) è un fotografo statunitense.
I suoi lavori appaiono regolarmente su Vogue e sul The New York Times.

## Lavori
I lavori di Daniel Arnold furono inizialmente distribuiti sul social media Instagram, dove nel 2012 contava 1.500 seguiti. È diventato noto quando un articolo del blog Gawker scritto nel 2012 lo definì "il miglior fotografo su Instagram"  e descrivendo il modo in cui fu espulso dalla piattaforma. Tornato su Instagram con un nuovo account, Daniel contava più di 60.000 seguiti nel 2014.
| Controllo di autorità | VIAF (EN) 3608101 · ISNI (EN) 0000 0000 2594 9627 · LCCN (EN) no2013123318 · GND (DE) 131541935 |